# Tuxer Alpen
Tuxer Alpen är en bergskedja i Österrike.   Den ligger i förbundslandet Tyrolen, i den västra delen av landet, 400 km väster om huvudstaden Wien.
I omgivningarna runt Tuxer Alpen växer i huvudsak blandskog. Runt Tuxer Alpen är det ganska glesbefolkat, med 42 invånare per kvadratkilometer.